# Герб Мальти
Герб Мальти в його сучасному вигляді так описаний в акті про емблеми і печатки республіки Мальта від 1988 року. Щит, що представляє геральдичне зображення прапора Мальти, над щитом золота стіна-корона з вісьмома баштами (видно тільки п'ять), що символізує міць Мальти і означає місто-державу. Навколо щита дві гілки: справа оливкова, зліва — пальмова, що означають мир і природу Мальти, перев'язані внизу білою з червоним виворотом стрічкою, на якій великими чорними буквами написано: «Repubblika ta' Malta» (Республіка Мальта).

## Колишні герби Мальти

Герб Мальти в 1964–1975 роках

1800-1801
1801-1816
1816-1837
1837-1952
1953-1964

У 1964–1975 рр. на гербі було зображено два дельфіни, які тримали зображення прапора Мальти, обрамлені з одного боку пальмової, а з другого — оливковою гілкою, що означає відповідно перемогу і мир. Вгорі розташовувалася корона у формі фортеці з вісьмома восьмикутними баштами, поміщена на шолом з білою і червоною стрічками. Внизу — сині хвилі, що означають розташування в Середземному морі, восьмикінечний мальтійський хрест, пов'язаний з орденом Святого Іоанна, стрічка з девізом «Virtute et Constantia» (доблесть і стійкість). Нині цей девіз використовує орден Меріта.

Герб Мальти в 1975–1988 роках

11 липня 1975 року (рік після того, як Мальта стала республікою) був затверджений новий герб. Він зображає сцену на березі: висхідне сонце, мальтійський човен dgħajsa на воді, вила й лопата на березі, справа росте опунція (вид кактуса). Всі ці символи певною мірою пов'язані з Мальтою. Під цим зображенням написана нова назва країни — Repubblika ta' Malta (Республіка Мальта).